# 种明
种明（1959年—），汉族。中华人民共和国政治人物，第十一届全国政协委员。
曾加入中国民主同盟，担任中国科学院半导体研究所研究员级高级工程师。2008年，当选第十一届全国政协委员，代表科学技术界，分入第三十组。